# أكوا (لاعب كرة قدم)
فابريس ألسيبياديس ماييكو (بالبرتغالية: Fabrice Alcebiades Maieco‏) (مواليد 30 مايو 1977 في بنغيلا) لاعب كرة قدم أنغولي دولي معتزل كان يجيد اللعب في خط الهجوم .

## وصلات خارجية
- أكوا على موقع الاتحاد الدولي (مؤرشف)  (الإنجليزية)
- أكوا على موقع قاعدة بيانات كرة القدم.إي يو (الإنجليزية)
- أكوا على موقع ناشيونال فوتبول تيمز (الإنجليزية)
- أكوا على موقع Soccerway.com (الإنجليزية)
- أكوا على موقع عالم كرة القدم.نت (الإنجليزية)